# Алоя
А́лоя (латис. Aloja, нім. Allendorf) — місто на півночі Латвії. Розташоване за 120 км від Риги і за 44 км від Валміери. Площа міста становить 2,27 км², населення — 2 700 осіб.

## Назва
- Алоя (латис. Aloja;  вимова) — латиська назва; походить від лівського слова ala — низина, стародавня долина.
- Аллендо́рф (нім. Allendorf) — німецька назва.

## Географія
Розташоване за 120 км від Риги і за 44 км від Валміери.

## Історія
- Ліфляндська губернія

## Визначні місця
- Алойська лютеранська церква — побудована в 1776 році. Вівтар і кафедра — пам'ятники мистецтва державного значення, у вівтарній частині знаходяться стародавні поховання.
- Алойський музей — знайомить з життям і діяльністю поета Аусекліса, історією Алойського округу і знаменитими людьми краю.